# Aegialomys galapagoensis
Aegialomys galapagoensis é uma espécie de roedor da família Cricetidae.
Apenas pode ser encontrada no Equador.
Os seus habitats naturais são: matagal árido tropical ou subtropical.